# Estação Krasnosselhskaia
Krasnosselhskaia (em russo:  Красносе́льская) é uma das estações da linha Socolhnitcheskaia (Linha 1) do Metro de Moscovo, na Rússia. Estação «Krasnosselhskaia» está localizada entre as estações «Comsomolhskaia» e «Socolhniki».